# Shanahan Sanitoa
Shanahan Sakofalefatu Sanitoa (ur. 26 czerwca 1989) – lekkoatleta z Samoa Amerykańskiego, sprinter, którego specjalizacją jest bieg na 100 metrów. Jego rekord życiowy na tym dystansie wynosi 12,60 sek. Ustanowiony on został na igrzyskach olimpijskich w Pekinie. Mimo najlepszego wyniku w życiu, Sanitoa uzyskał ostatni czas w klasyfikacji generalnej zawodów.

## Rekordy życiowe
| Dystans       | Wynik (s) | Miejsce | Data             |
| ------------- | --------- | ------- | ---------------- |
| bieg na 100 m | 12,60     | Pekin   | 15 sierpnia 2008 |